# Fassriegel
Als Fassriegel wird der Holz- oder Metallriegel bezeichnet, der das sogenannte Fasstürchen an der Vorderseite größerer Fässer gegen den Innendruck sichert, der durch die Flüssigkeit im Innern ausgeübt wird. Das Fasstürchen dient dazu, das Fass zu entleeren und zu reinigen. Wie die Fassfront selbst wurden früher die Fassriegel aus Holz häufig durch Schnitzereien verziert und teilweise auch bemalt. Dargestellt wurden etwa mythologische Figuren wie der Weingott Bacchus, Drachen, Löwen oder Meerjungfrauen, und es kamen auch erotische Motive vor.